# SN 1994al
SN 1994al – supernowa typu Ia* odkryta 8 stycznia 1994 roku w galaktyce A030622+1718. Jej maksymalna jasność wynosiła 22,37m.